# Viola (Illinois)
Viola és una població dels Estats Units a l'estat d'Illinois. Segons el cens del 2000 tenia 956 habitants.

## Demografia
Segons el cens del 2000, Viola tenia 956 habitants, 383 habitatges, i 274 famílies. La densitat de població era de 444,7 habitants/km².
Dels 383 habitatges en un 32,6% hi vivien nens de menys de 18 anys, en un 60,1% hi vivien parelles casades, en un 8,9% dones solteres, i en un 28,2% no eren unitats familiars. En el 26,1% dels habitatges hi vivien persones soles el 13,1% de les quals corresponia a persones de 65 anys o més que vivien soles. El nombre mitjà de persones vivint en cada habitatge era de 2,5 i el nombre mitjà de persones que vivien en cada família era de 3,03.
Per edats la població es repartia de la següent manera: un 25,5% tenia menys de 18 anys, un 6,7% entre 18 i 24, un 29,3% entre 25 i 44, un 23,5% de 45 a 60 i un 15% 65 anys o més.
L'edat mediana era de 38 anys. Per cada 100 dones de 18 o més anys hi havia 87,4 homes.
La renda mediana per habitatge era de 41.161 $ i la renda mediana per família de 47.159 $. Els homes tenien una renda mediana de 36.458 $ mentre que les dones 20.556 $. La renda per capita de la població era de 18.127 $. Aproximadament el 7,4% de les famílies i el 8,5% de la població estaven per davall del llindar de pobresa.

## Poblacions més properes
El següent diagrama mostra les poblacions més properes.